# Saint-Laurent-en-Beaumont
Saint-Laurent-en-Beaumont là một xã thuộc tỉnh Isère, vùng Rhône-Alpes, đông nam nước Pháp.